# Vegaøyan
Vegaøyan (ang. Vega Archipelago) – archipelag położony na Morzu Norweskim, administracyjnie znajduje się w gminie Vega, w Norwegii. W jego skład wchodzi ok. 6500 wysp, z czego największą jest wyspa Vega (jej powierzchnia wynosi 108 km²). Łączna powierzchnia Vegaøyan wynosi powyżej 100 tys. ha.
Wyspy są zamieszkałe nieprzerwanie od 1500 lat. Mieszkańcy trudnią się rybołówstwem oraz rolnictwem. W IX wieku wyspy stały się ważnym ośrodkiem dostaw puchu edredonowego, który odpowiadał za około jedną trzecią dochodów mieszkańców wysp.
Vegaøyan jest miejscem lęgowym dla wielu gatunków ptaków m.in.: biegusa morskiego, bielika, gęgawy, edredona zwyczajnego, lodowca, kormorana zwyczajnego, kormorana czubatego oraz nurnika zwyczajnego. Archipelag został sklasyfikowany przez organizację BirdLife International jako ostoja ptaków IBA.
W 2004 roku archipelag został wpisany na listę światowego dziedzictwa UNESCO.